# I z Poznania i z Torunia
I z Poznania i z Torunia – polska grupa muzyczna o charakterze kabaretowym założona przez Mariusza Lubomskiego (muzyka) i Rafała Bryndala (teksty).
Grupa powstała w okresie stanu wojennego. W jej skład poza liderami weszli początkowo poznańscy muzycy:
- Agnieszka Linette (śpiew)
- Piotr Horbulewicz (śpiew, gitara, kompozycje)
- Jacek Podbielski (śpiew, gitara)
- Krzysztof Pydyński (klarnet)

Po roku działania na ich miejsce pojawił się gitarzysta Maciej Barabasz. W tym składzie zespół występował w latach 1983-1987.
Stali się znani dzięki Giełdzie Piosenki Studenckiej z 1982 za sprawą piosenki "Impreza w Klubie Harcerza". W 1985 "I z Poznania i z Torunia" zdobyło I miejsce na festiwalu kabaretowym PaKA piosenką "Indianie i kowboje".